# Нирод, Фёдор Фёдорович
Нирод Фёдор Фёдорович (укр. Федір Федорович Нірод; 1907, Санкт-Петербург — 1996) — советский, украинский театральный художник. Народный художник СССР (1965).

## Биография
Родился 31 марта (13 апреля) 1907 года в Санкт-Петербурге, в семье флигель-адъютанта Его Императорского Величества Фёдора Михайловича Нирода (1878—1913), род которого происходил из дворян Эстляндской губернии, которому принадлежал графский титул Шведского королевства. Мать художника — Мария Дмитриевна Нирод (до замужества Муханова, 1879—1965). Дворянский род Мухановых, по семейным преданиям, происходил из Золотой Орды.
В 1918 году семья переехала в Киев. В 1926 году окончил Киевскую художественно-индустриальную профессиональную школу № 1 у М. Козыка. В 1926—1930 годах учился в Киевском художественном институте (ныне Национальная академия изобразительного искусства и архитектуры) у Ф. Г. Кричевского, В. Н. Пальмова, М. Д. Бернштейна, К. Д. Федорченко, Л. Т. Чупятова.
В 1930—1933 годах работал в Польском театре в Киеве. В 1934—1945 годах — главный художник Украинского драматического театра им. Н. Заньковецкой (Запорожье, Львов). В 1945—1950 годах — художник-постановщик Театра юного зрителя им. М. Горького во Львове. В 1950—1961 годах — театральный художник, главный художник Львовского государственного театра оперы и балета.
С 1961 по 1989 год — главный художник Киевского театра оперы и балета.
В коллекции творчество художника представлено портретным рисунком. Произведения художника находятся в частных собраниях Украины и России.
Выставочная деятельность началась в 1929 году с участия во Второй Всеукраинской художественной выставке Наркомпроса. Выставка проходила в Одессе после чего была перевезена в Луганск, Горловку, Донецк, Мариуполь, Днепропетровск, Каменское, Харьков. Участник республиканских (с 1929), всесоюзных (с 1954), зарубежных (с 1958) выставок.
Умер 6 сентября 1996 года. Похоронен в Киеве в некрополе Выдубицкого монастыря.

## Семья
- Первая жена (1930—1936) — Галина Ивановна Циркунова, пианистка.
- Вторая жена (с 1936—1960) — Татьяна Евгеньевна Козинец.
  - Сын — Ярослав
- Третья жена (с 1961) — Эрика Александровна Крубич (?—1986).

## Награды и звания
- Народный художник Украинской ССР (1953)
- Народный художник СССР (1965)
- Орден Ленина
- Орден Октябрьской Революции (1977)
- Орден Трудового Красного Знамени (1982)
- Медаль «За трудовое отличие» (1951)[4]
- Медали
- Почётная грамота Верховного Совета Украинской ССР

## Творчество
Для сценографа характерно тяготение к героико-драматическим темам и объемно-живописному решению сценического пространства. Работы по оформлению:
- спектаклей:
  - «Отелло» У. Шекспира (1936, Украинский драматический театр имени М. Заньковецкой, Запорожье)
  - «Украденное счастье» И. Я. Франко (1940, Украинский драматический театр имени М. Заньковецкой, Запорожье)
  - «Уриэль Акоста» К. Гуцкова (1939, Украинский драматический театр имени М. Заньковецкой, Запорожье)
  - «Король Лир» У. Шекспира (1956, Украинский драматический театр имени М. Заньковецкой, Львов)
  - «Свадьба Свички» И. А. Кочерги (1959, Украинский драматический театр им. И. Франко, Киев)
  - «Горе от ума» А. С. Грибоедова (1948, Театр юного зрителя им. М. Горького, Львов)
  - «Недоросль» Д. И. Фонвизина (1948, Театр юного зрителя им. М. Горького, Львов)
  - «Овод» по Э. Л. Войнич (1949, Театр юного зрителя им. М. Горького, Львов)
  - «Кассандра» Л. Украинки (1971)
- опер:
  - «Севильский цирюльник» Дж. Россини (1945, Львовский театр оперы и балета)
  - «Далибор» Б. Сметаны (1950, Львовский театр оперы и балета)
  - «Лесная песня» В. Д. Кирейко по драме-феерии Л. Украинки (1957, Львовский театр оперы и балета)
  - «Руслан и Людмила» М. И. Глинки (1957, Львовский театр оперы и балета)
  - «Милана» Г. И. Майбороды (1957, Львовский театр оперы и балета)
  - «Арсенал» Г. И. Майбороды (1960, Львовский театр оперы и балета)
  - «Судьба человека» И. И. Дзержинского (1961, Львовский театр оперы и балета)
  - «Кармен» Ж. Бизе (1963, Киевский театр оперы и балета им. Т. Шевченко)
  - «Мазепа» П. И. Чайковского (1963, Киевский театр оперы и балета им. Т. Шевченко)
  - «Тарас Шевченко» Г. И. Майбороды (1964, Киевский театр оперы и балета им. Т. Шевченко)
  - «Пиковая дама» П. И. Чайковского (1966, Киевский театр оперы и балета им. Т. Шевченко)
  - «Хованщина» М. П. Мусоргского (1968, 1988, Киевский театр оперы и балета им. Т. Шевченко)[5]
  - «Абессалом и Этери» З. П. Палиашвили (1972, Киевский театр оперы и балета им. Т. Шевченко)
  - «Князь Игорь» А. П. Бородина (1975, Киевский театр оперы и балета им. Т. Шевченко)
  - «Ярослав Мудрий» Г. И. Майбороды (1975, Киевский театр оперы и балета им. Т. Шевченко)
  - «Наймичка» М. И. Вериковского (1984, Киевский театр оперы и балета им. Т. Шевченко)
- балетов:
  - «Спартак» А. И. Хачатуряна (1964, 1977, Киевский театр оперы и балета им. Т. Шевченко)
  - «Ромео и Джульетта» С. С. Прокофьева (1971, Киевский театр оперы и балета им. Т. Шевченко)
  - «Лебединое озеро» П. И. Чайковского (1979, Киевский театр оперы и балета им. Т. Шевченко).

## Память
- 31 марта 2017 года, в Киеве на ул. Владимирская, 48-Ф, недалеко от Оперного театра открыта памятная доска художнику. Доска была открыта к 110-й годовщине со дня рождения театрального деятеля. Скульптор: Василий Маркуш.